# Équipe du Mexique féminine de hockey sur glace
Cet article traite de l'équipe féminine. Pour l'équipe masculine, voir Équipe du Mexique de hockey sur glace.
L'équipe du Mexique féminine de hockey sur glace est la sélection nationale du Mexique regroupant les meilleures joueuses mexicaines de hockey sur glace féminin. Elle est sous la tutelle de la  Federación Deportiva de México de Hockey sobre Hielo, membre de la Fédération internationale de hockey sur glace (IIHF) depuis 1985. Le Mexique est classée 26e sur 42 équipes au classement IIHF 2021 .

## Historique
La sélection mexicaine féminine de hockey sur glace fait ses débuts le 18 février 2012 à Cuautitlán Izcalli dans le cadre d'une tournée entreprise dans le pays par l'équipe d'Argentine. Cette partie se solde par une défaite 1-0. Un second match entre les deux sélections est jouée le lendemain, les joueuses locales gagnent leur premier match 7 buts à 1. Du 3 au 8 mars 2014, les Mexicaines prennent part au premier Tournoi panaméricain de hockey sur glace. Opposées à deux clubs canadiens, elles terminent deuxièmes du tour préliminaire avec un bilan d'une victoire pour trois défaites. En finale, elles s'inclinent 8-0 face aux Lady Wolves de Sudbury. Dans les semaines qui suivent, elle disputent le groupe de qualification pour la Division IIB du Championnat du monde. Affrontant l'Afrique du Sud, la Bulgarie et Hong Kong, elles terminent le tournoi invaincues et enregistrent leur plus large victoire face aux Bulgares 12 buts à 2, gagnant ainsi la promotion.

## Résultats

### Jeux olympiques
- 1998-2014 — Ne participe pas
- 2018 — Non qualifié
- 2022 — Non qualifié

### Championnats du monde
- 1990-2013 — ne participe pas
- 2014 — Trente-troisième (1er de la qualification pour la Division IIB)
- 2015 — Vingt-huitième (2e de la Division IIB)
- 2016 — Trentième (4e de la Division IIB)
- 2017 — Vingt-septième (1er de la Division IIB)
- 2018 — Vingt-septième (6e de Division IIA)
- 2019 — Vingt-sixième (4e de Division IIA)
- 2020 — Pas de compétition en raison de la pandémie de coronavirus[7]
- 2021 — Pas de compétition en raison de la pandémie de coronavirus [8].
- 2022 — Vingt-sixième (5e de Division IIA)

Note :  Promue ;  Reléguée

### Classement mondial
| Année          | Rang       | Points     | Progression |
| -------------- | ---------- | ---------- | ----------- |
| 2003-Fév. 2014 | Non classé | Non classé | Non classé  |
| Avril 2014     | 35         | 480        | -           |
| 2015           | 35         | 940        | ±0          |
| 2016           | 32         | 1 215      | +3          |
| 2017           | 29         | 1 415      | +3          |
| Fév. 2018      | 26         | 2 055      | +3          |
| Avril 2018     | 26         | 2 125      | ±0          |
| 2019           | 26         | 2 000      | ±0          |
| 2020           | 26         | 1 865      | ±0          |
| 2021           | 26         | 1 710      | ±0          |

## Équipe moins de 18 ans

### Championnat du monde moins de 18 ans
- 2008-2016 — Ne participe pas
- 2017 — 3e de la Qualification pour la Division IB
- 2018 — 2e de la Qualification pour la Division IB
- 2019 — 4e de la Qualification pour la Division IB
- 2020 — 3e de la Division IIB
- 2021 — Pas de compétition en raison de la pandémie de coronavirus